# Вальє-Гран-Рей
Вальє-Гран-Рей (ісп. Valle Gran Rey) — муніципалітет в Іспанії, у складі автономної спільноти Канарські острови, у провінції Санта-Крус-де-Тенерифе, на острові Ла-Гомера. Населення — 5150 осіб (2010).
Муніципалітет розташований на відстані близько 1850 км на південний захід від Мадрида, 110 км на захід від Санта-Крус-де-Тенерифе.
На території муніципалітету розташовані такі населені пункти: (дані про населення за 2010 рік)
- Аруре: 288 осіб
- Ла-Калера: 1178 осіб
- Каса-де-ла-Седа: 272 особи
- Лос-Гранадос: 260 осіб
- Лас-Аяс: 120 осіб
- Ель-Орнільйо: 332 особи
- Ломо-дель-Бало: 262 особи
- Ла-Пунтілья: 132 особи
- Ель-Ретамаль: 238 осіб
- Тагулуче: 100 осіб
- Ла-Віскаїна: 215 осіб
- Вуельтас: 875 осіб
- Борбалан: 878 осіб

## Демографія
Динаміка населення (INE ):

## Галерея зображень

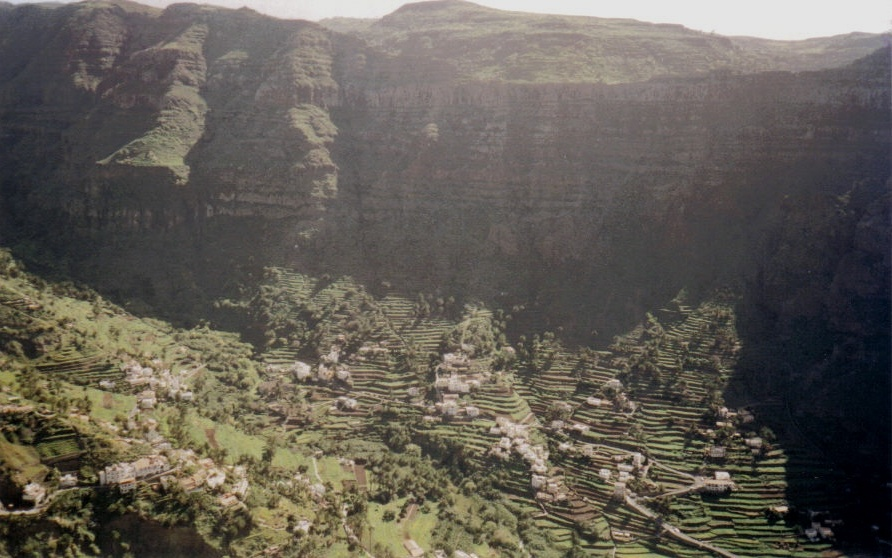
Вальє-Гран-Рей